# 蔡世松
蔡世松（？—1843年），字伯乔，号友石，一号听涛、一号寿公。江蘇上元人。

## 生平
嘉庆十六年（1811年）进士。选庶吉士，散馆改吏部主事，升郎中。出任安徽庐凤道，升安徽按察使，內調顺天府府尹，左遷太仆寺少卿。工書法，善模仿名人筆跡，曾刊《墨缘堂法贴》。